# Ptinus perplexus
Ptinus perplexus là một loài bọ cánh cứng trong họ Ptinidae. Loài này được Mulsant & Rey miêu tả khoa học năm 1868.